# Wilhelm Wolf (Richter)
Wilhelm Wolf (* 9. März 1966 in München) ist ein deutscher Richter. Seit 2022 ist er Präsident des Staatsgerichtshofs des Landes Hessen.

## Leben
Wolf, geboren am 9. März 1966 in München, absolvierte das Abitur am Lessing-Gymnasium in Frankfurt am Main. Es folgte eine Ausbildung zum Versicherungskaufmann bei der Frankfurter Niederlassung der Allianz Versicherungs-AG. Nach kurzer Tätigkeit bei der Allianz studierte er von 1988 bis 1993 als Stipendiat der Studienstiftung des deutschen Volkes Rechtswissenschaft an der Universität Frankfurt am Main. Nach der ersten juristischen Staatsprüfung war er von 1994 bis 1996 wissenschaftlicher Assistent am Lehrstuhl für Juristische Zeitgeschichte und Zivilrecht an der Universität Frankfurt am Main, an der er 1997 seine Dissertation Vom alten zum neuen Privatrecht: das Konzept der normgestützten Kollektivierung in den zivilrechtlichen Arbeiten Heinrich Langes (1900–1977) vorlegte und promoviert wurde. Die Dissertation wurde mit dem Werner-Pünder-Preis der Vereinigung der Freunde und Förderer der Johann Wolfgang Goethe-Universität Frankfurt am Main ausgezeichnet. Ab 1996 absolvierte er den Juristischen Vorbereitungsdienst im Landgerichtsbezirk Frankfurt am Main und 1999 die zweite juristische Staatsprüfung. Auch war er Rechtsanwalt bei der Sozietät Clifford Chance Pünder in Frankfurt am Main.
Wolf wurde zum Richter auf Lebenszeit ernannt und 2002 an das Amtsgericht Alsfeld und 2004 an das Hessische Ministerium der Justiz als Leiter des Referats für Parlamentsangelegenheiten abgeordnet. 2006 kam er zudem als Richter an das Oberlandesgericht Frankfurt am Main. Zum 1. November 2006 wurde er als Vizepräsident des Landgerichts Gießen berufen, am 1. Oktober 2008 zum Präsidenten des Landgerichts Fulda und am 1. August 2010 zum Präsidenten des Landgerichts Gießen. Am 15. Februar 2016 wurde er Präsident des Landgerichts Frankfurt am Main. Seit dem 15. April 2024 ist Wolf Präsident des Hessischen Landessozialgerichts Darmstadt.
Wolf ist nebenamtliches Mitglied des Justizprüfungsamtes II in Wiesbaden, wurde am 1. Dezember 2015 zum richterlichen Mitglied beim Staatsgerichtshof des Landes Hessen ernannt und zum 15. Februar 2016, als Nachfolger von Johann Nikolaus Scheuer, zum Präsidenten des Landgerichts Frankfurt am Main berufen. Am 12. Juli 2022 wurde er zum Präsidenten des Staatsgerichtshofes des Landes Hessen gewählt.

## Werke (Auswahl)
- Vom alten zum neuen Privatrecht: das Konzept der normgestützten Kollektivierung in den zivilrechtlichen Arbeiten Heinrich Langes (1900–1977) (= Beiträge zur Rechtsgeschichte des 20. Jahrhunderts, Band 21). Mohr Siebeck, Tübingen 1997, ISBN 978-3-16-146878-0.
- mit Klaus Minuth: Kündigung und Gestaltung von Mietverträgen im Hinblick auf die Insolvenzordnung. In: Neue Zeitschrift für Miet- und Wohnungsrecht (NZM), 1999, 289–292.